# Nacionalni park Djevičanski otoci
Nacionalni park Djevičanski otoci (eng. Virgin Islands) jedan je od 58 nacionalnih parkova smještenih na području Sjedinjenih Američkih Država.

## Zemljopisni podaci
Ovaj je nacionalni park smješten na Američkim Djevičanskim Otocima ((engl.) Virgin Islands). Park pokriva oko 60% površine otoka Saint John te nekoliko izoliranih područja susjednog otoka Saint Thomas. Prostorno ovaj nacionalni park zauzima površinu od 59 km2.

## Značajke
Glavne značajke nacionalnog parka Virgin Islands su koraljni grebeni i ocean koji gotovo u potpunosti okružuju ovaj atraktivni nacinalni park. Kako je nova vrsta koralja počela mijenjati staru, tako su i koraljni grebeni počeli doživljavati brze promjene. Druga važna značajka Djevičanskih otoka su tropske šume u kojima se nalazi većina biljnog i životinjskog svijeta nacionalnog parka što ovaj park čini poznatim. Šišmiši su jedini autohtoni sisavci na otoku, a osim njih najčešće životinje čine divlji magarci i rakovi.

## Klima
Klima u nacionalnom parku Virgin Islands je suptorpska. Prosječna godišnja količina padalina iznosi oko 1.400 mm. Zimi stalno puše vjetar do brzine od oko 39 km/h. Prosječna godišnja temperatura se kreće oko 26°C.
Klima su najbližem gradu Charlotte Amalie gotovo u potpunosti jednaka je klimi u nacionalnom parku. Najviše dnevne temperature se penju do 31°C, srednje se kreću oko 28°C, dok su najniže negdje oko 25°C. Prosječna godišnja količina padalina iznosi 1791 mm. Najkiniji je mjesec rujan, dok je veljača najsušnija.
| Klimatološki srednjaci za Charlotte Amalie, St. Thomas     | Klimatološki srednjaci za Charlotte Amalie, St. Thomas | Klimatološki srednjaci za Charlotte Amalie, St. Thomas | Klimatološki srednjaci za Charlotte Amalie, St. Thomas | Klimatološki srednjaci za Charlotte Amalie, St. Thomas | Klimatološki srednjaci za Charlotte Amalie, St. Thomas | Klimatološki srednjaci za Charlotte Amalie, St. Thomas | Klimatološki srednjaci za Charlotte Amalie, St. Thomas | Klimatološki srednjaci za Charlotte Amalie, St. Thomas | Klimatološki srednjaci za Charlotte Amalie, St. Thomas | Klimatološki srednjaci za Charlotte Amalie, St. Thomas | Klimatološki srednjaci za Charlotte Amalie, St. Thomas | Klimatološki srednjaci za Charlotte Amalie, St. Thomas | Klimatološki srednjaci za Charlotte Amalie, St. Thomas |
| mjesec                                                     | sij                                                    | velj                                                   | ožu                                                    | tra                                                    | svi                                                    | lip                                                    | srp                                                    | kol                                                    | ruj                                                    | lis                                                    | stu                                                    | pro                                                    | godina                                                 |
| ---------------------------------------------------------- | ------------------------------------------------------ | ------------------------------------------------------ | ------------------------------------------------------ | ------------------------------------------------------ | ------------------------------------------------------ | ------------------------------------------------------ | ------------------------------------------------------ | ------------------------------------------------------ | ------------------------------------------------------ | ------------------------------------------------------ | ------------------------------------------------------ | ------------------------------------------------------ | ------------------------------------------------------ |
| srednji maksimum, °C                                       | 29,3                                                   | 29,3                                                   | 29,7                                                   | 30,1                                                   | 30,3                                                   | 31,2                                                   | 31,6                                                   | 31,8                                                   | 31,6                                                   | 31,3                                                   | 30,6                                                   | 29,6                                                   | 30,6                                                   |
| srednja dnevna temperatura, °C                             | 25,7                                                   | 25,8                                                   | 26,1                                                   | 26,6                                                   | 27,1                                                   | 28,0                                                   | 28,5                                                   | 28,5                                                   | 28,1                                                   | 27,8                                                   | 27,1                                                   | 26,1                                                   | 27,1                                                   |
| srednji minimum, °C                                        | 22,1                                                   | 22,2                                                   | 22,5                                                   | 23,2                                                   | 24,0                                                   | 24,8                                                   | 25,2                                                   | 25,1                                                   | 24,6                                                   | 24,2                                                   | 23,5                                                   | 22,6                                                   | 23,7                                                   |
| oborine, mm                                                | 103,0                                                  | 69,8                                                   | 94,3                                                   | 121,2                                                  | 166,9                                                  | 107,2                                                  | 169,2                                                  | 195,6                                                  | 220,0                                                  | 195,6                                                  | 178,8                                                  | 168,8                                                  | 1791,4                                                 |
| Izvor: Worldclimate.com, podaci za razdoblje 1955. – 1964. |                                                        |                                                        |                                                        |                                                        |                                                        |                                                        |                                                        |                                                        |                                                        |                                                        |                                                        |                                                        |                                                        |

## Vanjske poveznice
- http://www.virgin.islands.national-park.com/  Arhivirana inačica izvorne stranice od 6. lipnja 2010. (Wayback Machine)
- Virgin Islands National Park gallery (engl.)

## Ostali projekti
|  | Zajednički poslužitelj ima još gradiva o temi Nacionalni park Djevičanski otoci |